# Veleposlaništvo Republike Slovenije v Avstriji
Veleposlaništvo Republike Slovenije v Avstriji (uradni naziv Veleposlaništvo Republike Slovenije Dunaj, Avstrija) je diplomatsko-konzularno predstavništvo (veleposlaništvo) Republike Slovenije s sedežem na Dunaju (Avstrija).
Trenutni veleposlanik je Marko Štucin.

## Veleposlaniki
- Marko Štucin (2025-danes)
- Aleksander Geržina (2021-2025)
- Ksenija Škrilec (2017-2021)
- Andrej Rahten (2013-2017)
- Aleksander Geržina (2009-2013)
- Ernest Petrič (2002-2008)
- Ivo Vajgl (1998-2002)
- Katja Boh (1992-1997)